# Hohe Kanzel
Die Hohe Kanzel ist eine 591,8 m ü. NHN hohe Erhebung im deutschen Mittelgebirge Taunus. Sie liegt in der Gemarkung Engenhahn der Gemeinde Niedernhausen im hessischen Rheingau-Taunus-Kreis. Ihr Name leitet sich vermutlich von einer Felsgruppe auf der Gipfelregion ab, die einer Kanzel gleicht.

## Geographie

### Lage
Die Hohe Kanzel erhebt sich als Teil des Taunushauptkamms im Naturpark Rhein-Taunus und im Gemeindegebiet von Niedernhausen. Ihr Gipfel liegt 2 km ostsüdöstlich von Wildpark, einem Wohngebiet des 1,7 km nordwestlich gelegenen Ortsteils Engenhahn, 2,3 km nordöstlich des Ortsteils Niederseelbach, 2,7 km westlich des Ortsteils Königshofen, 3,9 km nordwestlich von Naurod, einem Stadtteil von Wiesbaden, und 3,7 km ostnordöstlich von Platte, einem Wohngebiet von Wehen. Nördlich der Erhebung liegt bei Engenhahn die Quelle des Daisbachs, in den ostsüdöstlich der Erhebung in Niedernhausen der im Südwesten entspringende Theißbach mündet.

### Naturräumliche Zuordnung
Die Hohe Kanzel gehört in der naturräumlichen Haupteinheitengruppe Taunus (Nr. 30) und in der Haupteinheit Hoher Taunus (301) zur Untereinheit Wiesbadener Hochtaunus (301.2). Die Landschaft leitet nach Süden in den Naturraum Georgenborn Nauroder Hangschuttfuß (301.20) und nach Osten in den Naturraum Königshofer Pforte (301.21) über. Nach Norden fällt sie in die Untereinheit Östlicher Aartaunus (304.3) ab, die zur Haupteinheit Westlicher Hintertaunus (304) zählt.

### Berghöhe
Die Hohe Kanzel ist 591,8 m hoch. Knapp 800 m westsüdwestlich ihres Gipfels liegt in Richtung Hoher Wald eine 592,3 m hohe namenlose Stelle.

## Schutzgebiete

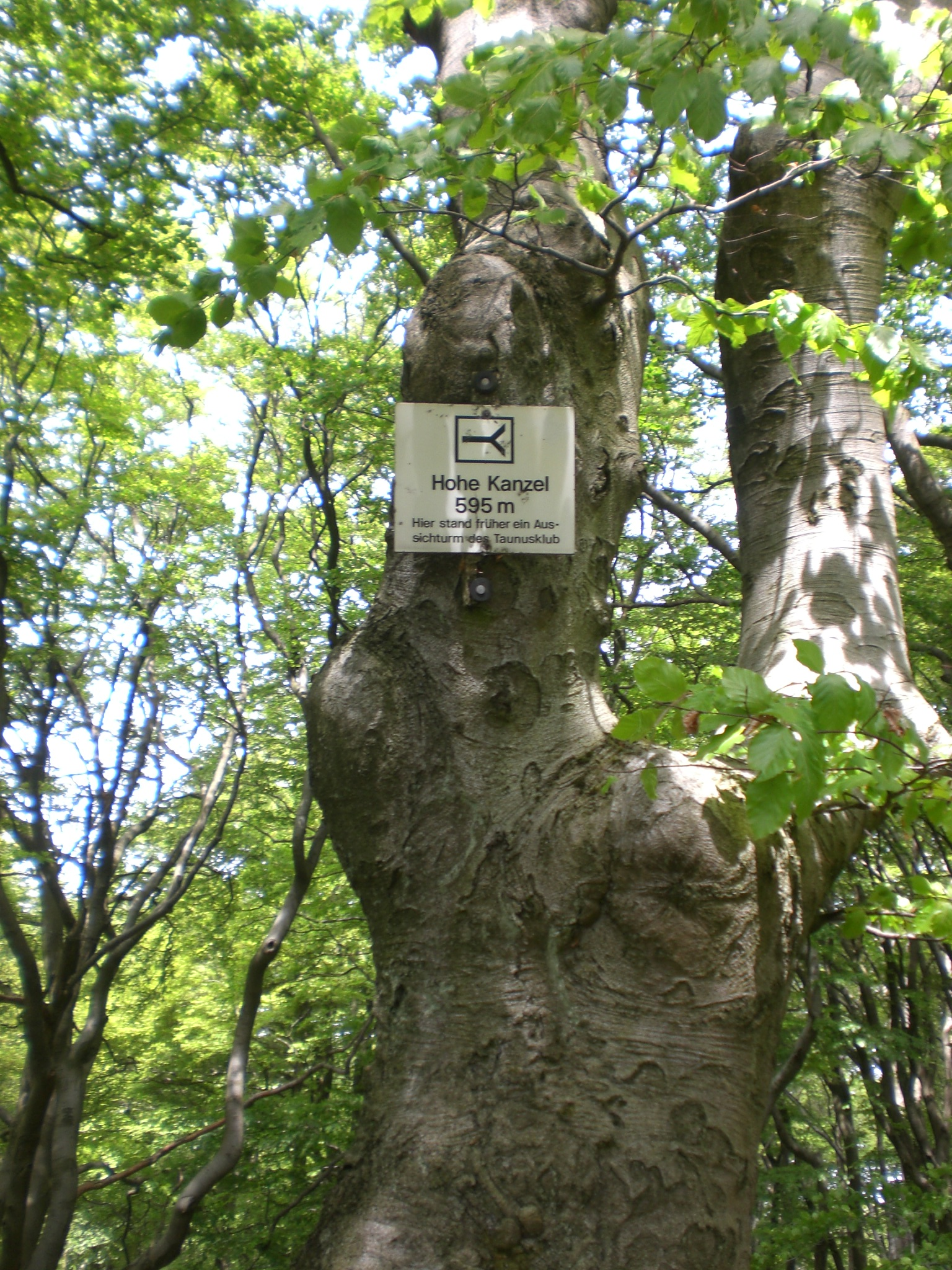
Tafel zur Erinnerung an den Aussichtsturm des Taunusklubs

Über die Südflanke bis auf die Gipfelregion der bewaldeten Hohen Kanzel ziehen sich Teile des Fauna-Flora-Habitat-Gebiets Buchenwälder nördlich von Wiesbaden (FFH-Nr. 5815-306; 41,243 km² groß). Entlang ihrer Südflanke erstreckt sich das FFH-Gebiet Theißtal von Niedernhausen mit angrenzenden Flächen (FFH-Nr. 5815-303; 82,51 ha) und das Naturschutzgebiet Theißtal von Niedernhausen (CDDA-Nr. 165875; 1993 ausgewiesen; 52,65 ha). Bis an den Südwest- und Südfuß reichen Teile des Landschaftsschutzgebiets Stadt Wiesbaden (CDDA-Nr. 555513808; 2010; 133,2864 km²).

## Aussichtsmöglichkeit
Auf dem Gipfel der Hohen Kanzel stand früher ein Aussichtsturm. Unterhalb davon breitet sich in Richtung Südsüdosten eine im oberen Teil schneisenförmige Lichtung aus, die den Blick in die Oberrheinische Tiefebene – unter anderem mit Wiesbaden und Mainz – freigibt.

## Verkehr und Wandern
Über den unteren Teil der Ostnordostflanke der Hohen Kanzel führt die Bundesautobahn 3. Nördlich vorbei an der Erhebung verläuft durch Engenhahn die Landesstraße 3273, von der in Niederseelbach die unterhalb der A 3 angelegte und durch Königshofen führende Kreisstraße 705 abzweigt. Etwa parallel dazu verläuft die Main-Lahn-Bahn. Durch die Ostnordostflanke der Erhebung führt der 2765 m lange Niedernhausener Tunnel der Schnellfahrstrecke Köln–Rhein/Main. Nördlich vorbei verläuft durch Engenhahn der Deutsche Limes-Radweg.